# GSC2411-122
GSC2411-122 — хімічно пекулярна зоря спектрального класу B9, що має видиму зоряну величину в смузі V приблизно  0,0.